# ASC De Volewijckers in het seizoen 1954/55
Het seizoen 1954/1955 was het eerste jaar in het bestaan van de Amsterdamse betaaldvoetbalclub De Volewijckers. De club kwam uit in de Eerste klasse D en eindigde daarin op de achtste plaats, dit betekende dat de club in het nieuwe seizoen uitkwam op het hoogste voetbalniveau.

## Wedstrijdstatistieken

### Eerste klasse B(afgebroken)
|       | Ajax  | Be Quick | DOS | EDO | Enschedese Boys | Go Ahead | Heracles | N.E.C. | Rigtersbleek | Stormvogels | Veendam | Zwolsche Boys |
| ----- | ----- | -------- | --- | --- | --------------- | -------- | -------- | ------ | ------------ | ----------- | ------- | ------------- |
| Thuis | 1 – 1 | –        | –   | –   | –               | 2 – 2    | 4 – 2    | –      | 2 – 3        | –           | –       | –             |
| Uit   | –     | 0 – 1    | –   | –   | 0 – 4           | –        | 1 – 3    | –      | 2 – 1        | –           | –       | 0 – 1         |

### Eerste klasse D
|       | AGOVV | Ajax  | Be Quick | BVV   | D.F.C. | Eindhoven | Sportclub Enschede | De Graafschap | HVC   | RBC   | VSV   | VVV   | Xerxes |
| ----- | ----- | ----- | -------- | ----- | ------ | --------- | ------------------ | ------------- | ----- | ----- | ----- | ----- | ------ |
| Thuis | 1 – 0 | 2 – 2 | 3 – 2    | 3 – 1 | 0 – 2  | 1 – 0     | 0 – 5              | 3 – 2         | 0 – 0 | 0 – 5 | 2 – 2 | 0 – 1 | 1 – 0  |
| Uit   | 0 – 1 | 3 – 0 | 3 – 0    | 4 – 4 | 5 – 1  | 6 – 1     | 1 – 0              | 0 – 3         | 1 – 2 | 1 – 2 | 4 – 2 | 2 – 0 | 1 – 2  |

## Statistieken De Volewijckers 1954/1955

### Eindstand De Volewijckers in de Nederlandse Eerste klasse D 1954 / 1955
| Stand | Gespeeld | Gewonnen | Gelijk | Verloren | Punten | Doelpunten voor | Doelpunten tegen |
| ----- | -------- | -------- | ------ | -------- | ------ | --------------- | ---------------- |
| 8e    | 26       | 11       | 4      | 11       | 26     | 34              | 53               |

### Eindstand De Volewijckers in de Nederlandse Eerste klasse B 1954 / 1955 (afgebroken)
| Stand | Gespeeld | Gewonnen | Gelijk | Verloren | Punten | Doelpunten voor | Doelpunten tegen |
| ----- | -------- | -------- | ------ | -------- | ------ | --------------- | ---------------- |
| 3e    | 9        | 5        | 2      | 2        | 12     | 19              | 11               |

### Topscorers
| #      | Naam               | Goal |
| ------ | ------------------ | ---- |
| 1.     | Dick Schenkel      | 12   |
| 2.     | Sjaak de Vries     | 8    |
| 3.     | Dirk van Alphen    | 4    |
| 4.     | Joop van de Mast   | 3    |
| 5.     | Simon van der Oord | 2    |
| 5.     | Dirk de Ruiter     | 2    |
| 5.     | Tom Weenink        | 2    |
| 8.     | Piet van der Muts  | 1    |
| Totaal | Totaal             | 34   |

| #      | Naam              | Goal |
| ------ | ----------------- | ---- |
| 1.     | Dick Schenkel     | 8    |
| 2.     | Sjaak de Vries    | 5    |
| 3.     | Wout Advocaat     | 3    |
| 4.     | Piet van der Muts | 1    |
| 4.     | Dirk de Ruiter    | 1    |
| 4.     | Tom Weenink       | 1    |
| Totaal | Totaal            | 19   |